# Hans-Dietrich Genscher

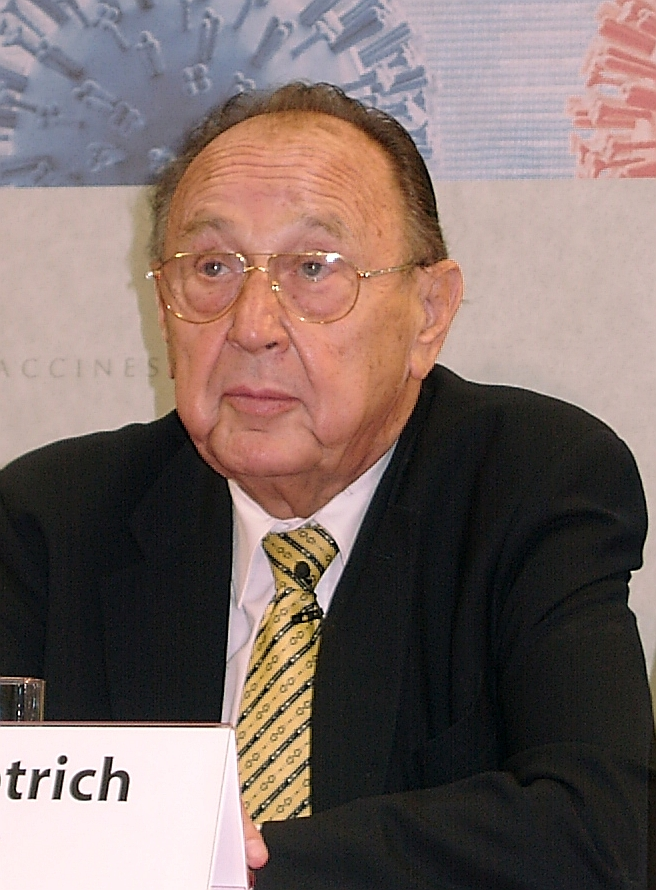
Hans-Dietrich Genscher, 2001.

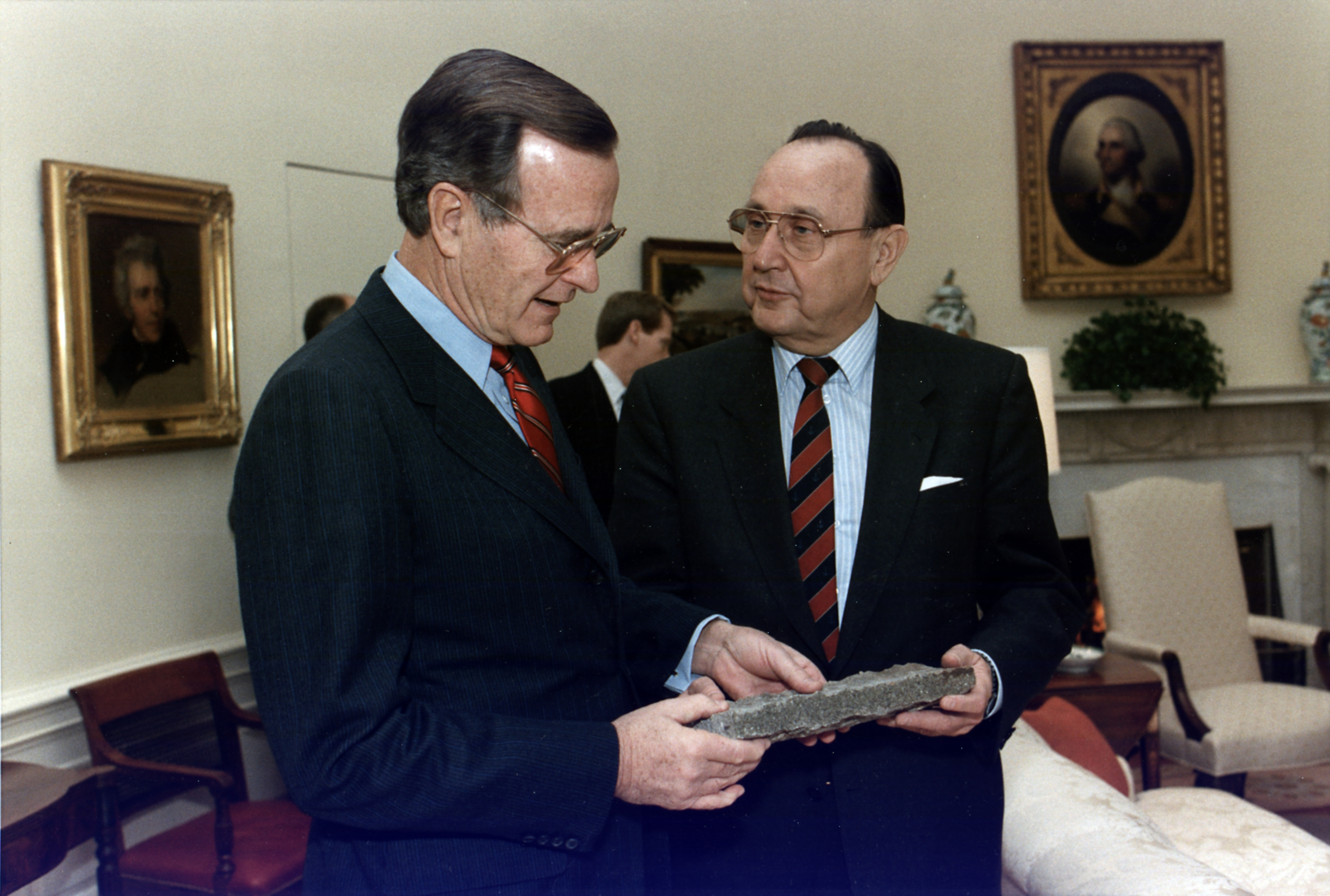
Hans-Dietrich Genscher (till höger) överlämnar en bit av Berlinmuren till George H.W. Bush.

Hans-Dietrich Genscher, född 21 mars 1927 i Halle i provinsen Sachsen, död 31 mars 2016 i  Wachtberg-Pech i Nordrhein-Westfalen, var en tysk politiker. Han är en närmast legendarisk politiker i Tyskland med sina 18 år som tysk utrikesminister (1974–1992), en period som även omfattade den tyska återföreningen.

## Biografi
Hans-Dietrich Genscher, vars far var jurist, föddes i stadsdelen Reideburg i Halle an der Saale samt deltog i andra världskriget under de sista månaderna av kriget. Efter kriget satt han en period i de allierades fångenskap. Därefter studerade han rättsvetenskap i Halle och Leipzig i vad som då var östzonen. 1952 lämnade han DDR och flyttade till Västtyskland, där han arbetade som jurist. 
I Västtyskland gick Genscher med i FDP (Tysklands liberala parti) och invaldes 1965 i förbundsdagen. Han blev 1969 västtysk inrikesminister och vicekansler i den dåvarande koalitionsregeringen mellan SPD och FDP. Under sin tid som inrikesminister hade han det högsta ansvaret för terroristbekämpningen, som då var i ett aktivt skede (se även Röda armé-fraktionen). Han hade ett nära samarbete med BKA:s chef Horst Herold. År 1974 valdes han till ordförande för FDP på riksplanet samt blev utrikesminister i Helmut Schmidts regering.
FDP kom dock att göra en politisk kursändring och hösten 1982 lämnade partiet regeringssamarbetet med SPD för att istället samarbeta med CDU/CSU. Efter en misstroendeförklaring mot Schmidts kvarvarande minoritetsregering blev Helmut Kohl den 1 oktober 1982 ny förbundskansler, i spetsen för en CDU/CSU-FDP-koalition, där Genscher åter blev utrikesminister. Denna omvändning av FDP kom att kallas die Wende och initialt även Bonner Wende.
Genscher lade under sin tid som utrikesminister stor vikt vid avspänningspolitiken mellan öst och väst samt kom att påverka utvecklingen av Östtysklands Wende, den politiska kursändringen i västtysk riktning, vilket ledde till Tysklands återförening. Han var Västtysklands representant vid Två plus fyra-fördragets förhandlingar. År 1985 lämnade han posten som partiordförande på riksplanet. På egen begäran lämnade han 1992 ämbetet som utrikesminister. Han var en av Tysklands mest populära politiker.